# Thomas C. Durant

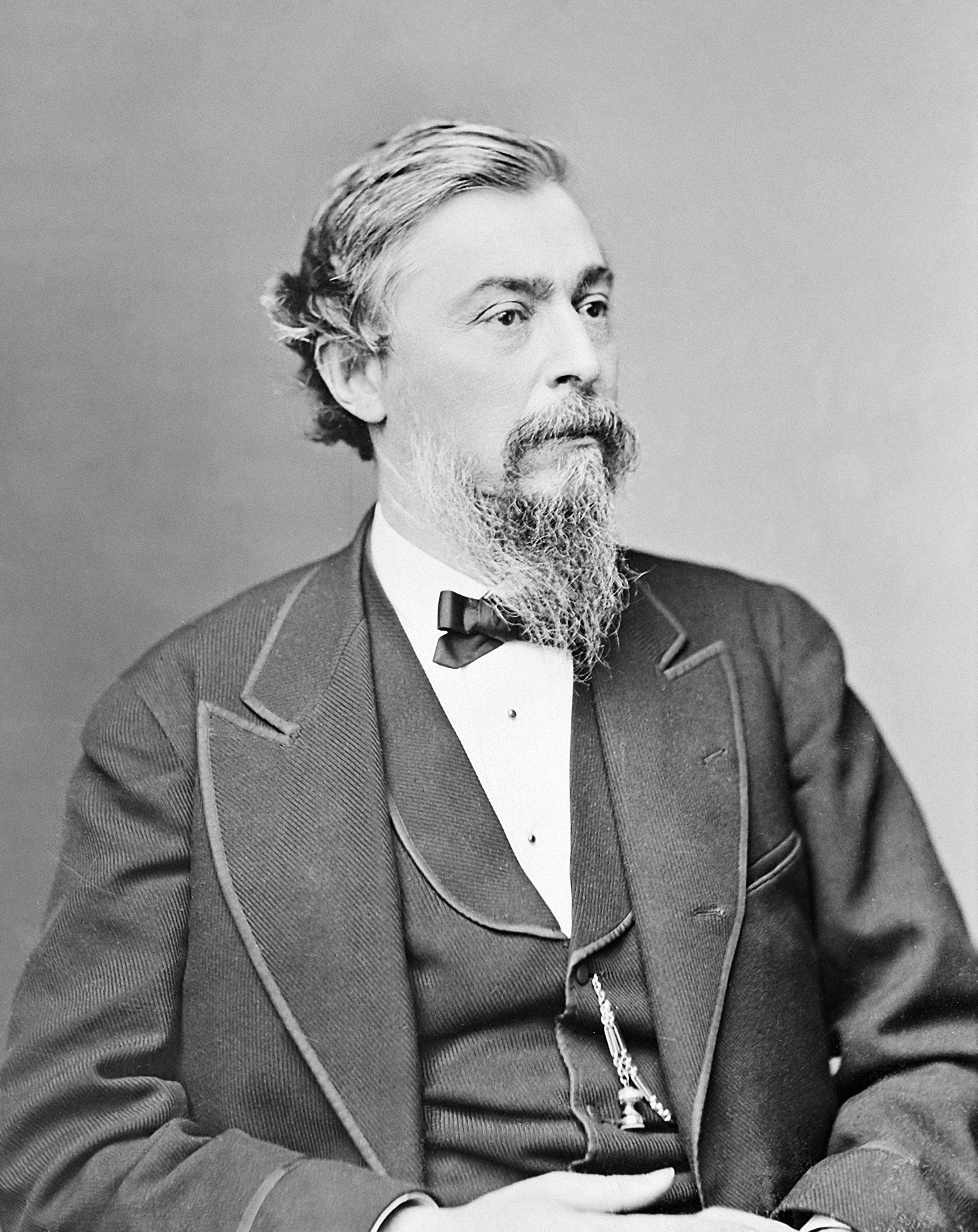
Thomas C. Durant

Thomas Clark Durant (Lee, 6 febbraio 1820 – Contea di Warren, 5 ottobre 1885) è stato un imprenditore statunitense, magnate delle ferrovie. Era presidente della Union Pacific Railroad (UP) nel 1869 quando le linee della Union incontrarono quelle della Central Pacific a Promontory Summit nello Utah. Fu il creatore della struttura finanziaria che portò al Crédit Mobilier scandal.

## Matrimonio e discendenza

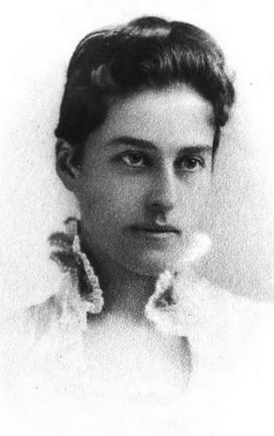
Héloïse Durant Rose

Durant sposò Hannah Heloise Trimble dalla quale ebbe due figli: William West Durant, che divenne architetto, ed Héloïse Durant Rose, poetessa, drammaturga e critica.